# Remo Pignoni
Remo Pignoni (Rafaela, provincia de Santa Fe, 4 de mayo de 1915-15 de mayo de 1988) fue un músico, pedagogo y compositor argentino. 
Extraordinario instrumentista y exquisito como compositor de música popular, gozó de prestigio entre sus pares, pero no de fama en su país.

## Actividad profesional
Está muy vinculado a la ciudad de Rafaela, donde pasó toda su vida; compuso el himno de la ciudad la marcha canción Ciudad de Rafaela con letra del poeta Mario Vecchioli, el Himno de las Escuelas de Adultos con letra de Alfonsina Storni y la marcha deportiva Albiceleste del Club Atlético Rafaela, la Escuela Municipal de Música está bautizada con su nombre e, incluso, en 1991 el intendente electo de la ciudad había usado su huella “Por el sur” como columna sonora de su campaña electoral. En 1998 el Concejo Municipal de Rafaela aprobó la Ordenanza N.º 3013 que declaró el mes de mayo de cada año de interés cultural y educativo para difundir la vida y la obra de Remo Pignoni.
Estudió con el maestro italiano Luis Ricci. Fue docente de Música en la Escuela Normal Domingo Oro, durante cuarenta años, y de la Escuela Nacional de Comercio, ambas de Rafaela, hasta su jubilación; paralelamente integró como pianista varias orquestas típicas que animaban fiestas en la zona. Su acercamiento a la composición de obras folclóricas se produjo cuando a los 43 años escuchó tocar a Adolfo Ábalos en una casa particular de la ciudad de Rosario. A partir de esa experiencia empezó una trayectoria como compositor, fundamentalmente de obras para piano, aunque también las hay para guitarra y estudios para bandoneón, encontrándose 240 de ellas en el registro de SADAIC. Creó el Coro del Centro Ciudad de Rafaela y lo dirigió durante 17 años.
Grabaron composiciones de Pignoni los conjuntos Buenos Aires 8, Clave de Canto, Coro Polifónico de Coronda, Opus 4 y Santa fe Guitar Quartet (Estados Unidos) y los intérpretes Rubén Durán, Miguel Martínez, Walter Heinze, Enrique Núñez, María Teresa Olmos, Marta Pirén, Dúo Rosa y Jorge y el Dúo de guitarras Ernesto Snajer - Palle Windfeldt (Copenhague-Dinamarca).
Entre los recitales brindados por Remo Pignoni se encuentran "Propuesta para el Folklore" en 1975 en SADAIC, el "Ciclo de Conciertos del Instituto Superior de Música de la Universidad Nacional del Litoral" en 1980, el organizado por Revista Andén y otros en la ciudad de Córdoba en 1982 y su actuación como solista con la Orquesta Sinfónica Provincial de Santa Fe dirigida por el maestro José Carli en 1984, además de actuaciones  invitado por la Secretaría de Cultura de la Nación en Río Gallegos y Río Turbio.
Falleció el 15 de mayo de 1988 a los 73 años. Dejó un legado de numerosas composiciones, especialmente para piano y canto, que fueron halladas posteriormente por su viuda. En 2008, la artista Patricia Lamberti presentó un CD con obras poco conocidas de Pignoni.

## Valoración
Pianista refinado, fue un compositor que supo en su madurez cultivar con elegancia las formas y los ritmos del folklore. La pianista Patricia Lamberti señaló que si bien el compositor abordó todos los géneros folklóricos, su escritura minuciosa hace que cada uno suena como lo que es. Por su parte la pianista y compositora Hilda Herrera ha dicho que:

Como compositor fue inclasificable…su música tiene una gran personalidad, es inconfundible….No fue un gran melodista, pero sus construcciones armónicas eran muy originales y se potencian en un lenguaje pianístico notable, que reflejaba una orquesta. Su técnica pianística era asombrosa… y su manera de tocar era muy particular, no movía casi los brazos, jamás golpeaba las teclas y usaba muy poco pedal. La fuerza estaba en los dedos y en la expresión.

En 1980 integró la primera Comisión de Cultura de la Municipalidad de Rafaela. En 1992 fue galardonado con la Lira de Plata en el Encuentro Nacional de Músicos Argentinos de ese año.
La obra de Pignoni se estudia en carreras universitarias y en los niveles superiores de enseñanza y los derechos de autor que perciben sus familiares indican que ha tenido difusión en países como Reino Unido, España, Canadá, Suiza, Uruguay; en Francia un disco compacto de Magali Goimard contiene 4 temas suyos y la Editorial Soviética "Prosveschenie" editó en español el libro Canta América Latina utilizado en las escuelas primarias como manual de canto que incluye la letra y la partitura musical de la zamba "La soledad va herida" con letra de Hamlet Lima Quintana y música de Remo.
Entre los poetas que acompañan con sus letras  composiciones de Pignoni se encuentran Guiche Aizenberg, León Benarós, Margarita Durán, Alberto Domenella, Hamlet Lima Quintana, Fortunato Nari, José Pedroni, Ariel Petrocelli, Quintín Porporatto. Alfonsina Storni, Armando Tejada Gómez y Mario Vecchioli.
Manolo Juárez, pianista, compositor argentino, destacado internacionalmente por su producción artística en género popular, y en la música de cámara, lo recordó así:

Me lo presentó Hamlet Lima Quintana. Por su simplicidad y su timidez, tenía todo el aspecto de un hombre del campo, tanto que cuando lo vi pensé que tocaba el acordeón o una cosa por el estilo. Nos fuimos a un bar a tomar un café y era de muy pocas palabras, casi temeroso, después volvimos a Sadaic y se puso a tocar sus cosas al piano, que eran hermosas. Además, las tocaba fenómeno.

## Discografía
En vida publicó solamente tres discos:
- El habitante del silencio (1971);
- De lo que tengo (álbum doble, 1981);
- Música argentina, grabado entre (1985).